# It's a Mistake
"It's a Mistake" é uma canção da banda australiana Men at Work. A música foi composta pelo vocalista e guitarrista Colin Hay,  e a gravação foi produzida por Peter McIan. Foi lançado em Junho de 1983, como o terceiro single de seu álbum de  Cargo, e alcançou a posição # 34 na Austrália. Nos EUA, ele entrou nas paradas em # 42 em 2 de Julho de 1983, e alcançou a posição # 6 na   Billboard  Hot 100 em agosto de 1983. Foi tocado ao vivo no  Saturday Night Live  em 22 outubro de 1983.

## Conteúdo
A letra da canção lida com a mentalidade de militares ao redor do mundo na década de 1980, perguntando-se quando e se os países democráticos da OTAN e os estados comunistas do Pacto de Varsóvia irão acabar com o impasse da Guerra Fria com uma batalha convencional ou uma guerra nuclear. Colin Hay canta no personagem de um oficial de nível intermediário, que deseja saber de seus superiores se seus homens estão indo para a guerra ou não.

## Videoclipe
O vídeo, que teve rodízio moderado na MTV (ao contrário de singles da banda de seu álbum "Business as Usual"), teve como cenário principal um bunker subterrâneo ou "sala de guerra", e a banda parecia se envolver em uma semi-remontagem da comédia de humor negro Dr. Strangelove. No final do vídeo, o oficial está batendo nervosamente os dedos e, inadvertidamente,  bate para abrir a tampa de proteção do botão nuclear, que é bem próximo ao seu cinzeiro. Então, quando ele vai apagar o seu charuto no cinzeiro, aciona o botão.

## Posição nas paradas
| Chart (1983)                                 | Posição |
| -------------------------------------------- | ------- |
| Australia (Kent Music Report)                | 34      |
| Canada (RPM Magazine)                        | 26      |
| Germany (Media Control Charts)               | 19      |
| Ireland (IRMA)                               | 11      |
| New Zealand (RIANZ)                          | 43      |
| United Kingdom (The Official Charts Company) | 33      |
| U.S. Billboard Hot 100                       | 6       |
| U.S. Billboard Hot Adult Contemporary Tracks | 10      |
| U.S. Billboard Hot Mainstream Rock Tracks    | 27      |